# Luận Văn Tự
Luận Văn Tự (Chữ hán: 論文敘, 1467-1513), tự Bá Phù, sống vào thời nhà Minh tại Đông Hải, nay là tỉnh Quảng Đông, thành phố Phật Sơn, Huyện Thạch Trấn, làng Lê Dũng. Sinh vào năm thứ ba Minh Hiến Tông Thành Hóa (năm 1467 có sách nói là 1466) mất vào năm thứ tám Minh Võ Tông Chính Đức. Năm 1499 ông là thi hội đệ nhất, thi đình đệ nhất. Thuở nhỏ nhà nghèo không được đi học, Cha là Luận Hiển có đọc qua sách vở nhưng gia cảnh bần hàn nên không tham gia thi cử. Vì Vậy ông muốn ký thác nguyện vọng của mình lên Văn Tự. Từ khi Luận Văn Tự mới hai ba tuổi ông đã bắt đầu dạy đọc sách viết chữu, đường thi, tống từ...rèn cho Văn Tự khả năng làm thơ, viết chữ chăm chỉ không nghỉ. Đến khi bảy tuồi thì được thầy giáo phụ cận miễn thu học phí cho học, hai năm liền thể hiện tại năng thi phú hơn người, được mọi người tán tụng như "thần đồng", "thiên tài" nhưng cũng kèm với đó là tài nghịch ngợm hơn người. Sau khi vị thầy giáo này mất Luận Văn Tự bán chữ sống qua ngày, một mặt chuyên tâm nghiên cứu kinh điển.
Năm Hoằng Trị thứ hai (1489) nhờ nghe danh tài câu đối mà Hoàng Đế cho ông nhập học trường thái học khi hai mươi ba tuổi, khi ba mươi ba tuổi thi nguyên đoạt danh đệ nhất, sau thi đình rồi đoạt danh đệ nhất (trạng nguyên).
Công thành danh toại, áo gấm hồi hương Hoàng Đế muốn chiêu làm phò mã nhưng Văn Tự khước từ do vẫn nhớ mỗi tình xưa với một vị Hà tiểu thư. Muốn làm trạng nguyên nhưng lại không muốn làm phò mã nên bị gian thần hãm hại mà lao tù. Sau lại sửa lại án mà được tha, phục chức Hàn Lâm Viện biên soạn. Năm 1513 thì mất.